# Butte des Moulins

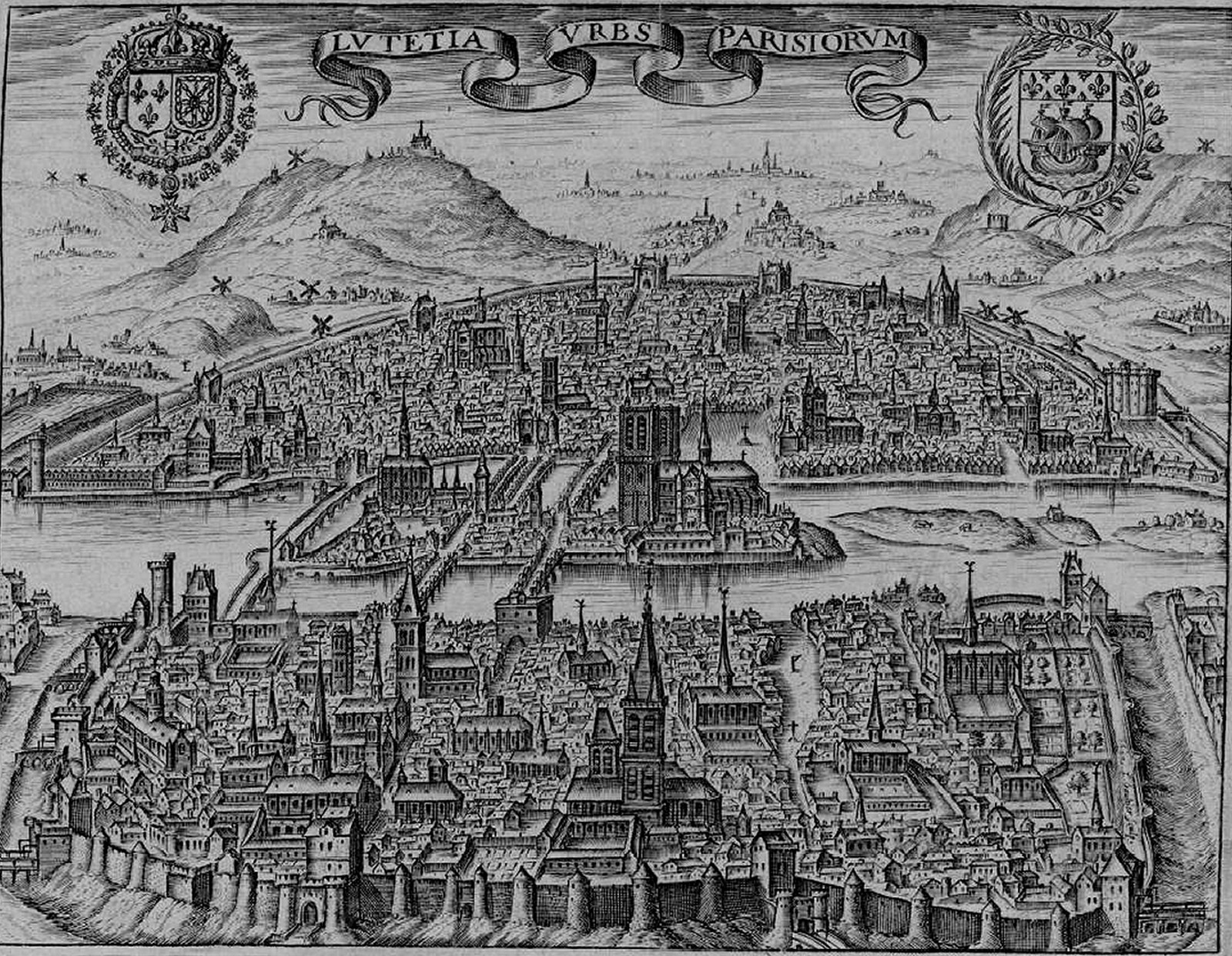
Butte des Moulins je v levém rohu levé návrší s mlýny (kolem roku 1600)

Butte des Moulins (česky Kopec mlýnů, Mlýnský kopec) byl malý kopec v Paříži, který byl srovnán se zemí v 19. století.

## Poloha
Kopec se rozkládal zhruba v prostoru dnešních ulic Rue Thérèse, Rue des Moulins, Rue Sainte-Anne a Rue des Petits-Champs. Kopec bývá někdy zaměňován se sousedním návrším Butte Saint-Roch, který ležel mírně na západ. Dnešní stanice metra Pyramides se nachází na tehdejším úpatí mezi nimi.

## Historie
Butte des Moulins byl částečně přirozený, částečně uměle vytvořený kopec. Vznikl působením Seiny v době ledové, kdy řeka odnesla lehčí horniny kolem kopce. Od středověku byl kopec také zvětšen sutí ze zbořených staveb a dalším odpadem, který sem byl navezen.
Od roku 1536 jsou doložené na návrší větrné mlýny, které daly kopci název.
Během stoleté války při pokusu Burgunďanů a Angličanů o znovudobytí Paříže roku 1429 zde byla postavena děla, ale Jana z Arku zabránila jejich použití. Za vlády Karla IX. se začalo s odklízením kopce, ale práce byly přerušeny náboženskými válkami. Na kopci bylo rozloženo vojsko Jindřicha IV. při obléhání Paříže roku 1590. Práce byly obnoveny za vlády Ludvíka XIII. a kopec byl v roce 1615 snížen na polovinu a bylo zde vytyčeno 12 ulic. Mlýny zůstaly zachovány až do konce 17. století.
Kopec spolu se sousedním kopcem Saint-Roch byly zahrnuty do Paříže při stavbě městských hradeb za Ludvíka XIII.
Oba kopce byly pokryty chudinskými chatrčemi. Nacházely se zde také tančírny a kabarety. Byl zde i trh s prasaty.